# Szőlősgyörök
Szőlősgyörök (horvátul: Ćorka) község Somogy vármegyében, a Fonyódi járásban.

## Fekvése
A Balatontól 9-10 kilométerre található egy völgyben megbújva, a Lengyeltóti-Balatonboglár közti 6711-es út mentén; a legközelebbi városok: Lengyeltóti, Balatonboglár, Balatonlelle és a járásszékhely Fonyód. A település szőlő- és borgazdasági szempontból a Balatonboglári borvidék részét képezi.

## Története
Szőlősgyörökről 1327-ből maradt fenn az első okleveles adat, ekkor a helység lelkészét említették. Neve az 1332–1337. évi pápai tizedjegyzékben Gereg, Goreg alakokban volt írva. 1465 és 1492 között az Ujlaki család birtokában volt, az 1536. évi adólajstrom szerint pedig már Móré László volt a földesura. Az 1573–1575. évi török kincstári adólajstromban Szilös-Gyög alakban, 10 házzal jegyezték fel. 1563-ban I. Ferdinánd király Tahy Ferencnek adományozta, de mivel a vármegyének ez a része már akkor a török hódoltsághoz tartozott, a beiktatás csak 1564 húsvét hetében, Marcaliban történt meg. Tahy Ferenc Margit nevű leánya Orsich Kristófhoz ment nőül, egy Ilona nevű leánya volt, aki Pribérdi Jankovics György neje lett. E házasságból származott Jankovics János, aki 1642-ben nemességújító címeres nemeslevelet nyert, és ő lett a helység földesura. Fia, Péter, 1676 februárjában itteni jobbágyait Vörös Pál csobáncvári kapitánynak kötötte le. 
1701–1703-tól a település Jankovics István birtoka volt. 1715-ben 14 háztartását írták össze. 1767-ben Jankovics Antal özvegye, Fekete Julianna birtoka volt, az 1900-as évek elején pedig gróf Jankovics Tivadar volt a legnagyobb birtokosa, akinek itt szép kastélya is volt. A községbeli templomot is a Jankovics család építtette. 
1848 őszén a magyar nemzetőrök és a horvátok között itt kisebb összeütközés volt, amely a magyarok győzelmével végződött.
A 20. század elején Somogy vármegye Lengyeltóti járásához tartozott.
1910-ben 1287 lakosából 1261 magyar, ebből 1236 római katolikus, 18 református, 33 izraelita volt.
A községhez tartoztak: Magyaros- és Tömör-puszták, Kis- és Nagybanyászóhegy, Géri-szőlőhegy.

## Közélete

### Polgármesterei
- 1990–1994: Ékes József (független)[4]
- 1994–1998: Ékes József (független)[5]
- 1998–2002: Ékes József (független)[6]
- 2002–2006: Ékes József (független)[7]
- 2006–2010: Klotz Péter (Fidesz)[8]
- 2010–2014: Klotz Péter (Fidesz-KDNP)[9]
- 2014–2019: Klotz Péter (független)[10]
- 2019–2024: Klotz Péter (Fidesz-KDNP)[11]
- 2024– : Klotz Péter (Fidesz-KDNP)[1]

## Népesség
A település népességének változása:
| Lakosok száma | 1228 | 1245 | 1241 | 1207 | 1225 | 1220 | 1202 |
|               | 2013 | 2014 | 2015 | 2021 | 2022 | 2023 | 2024 |

A 2011-es népszámlálás során a lakosok 77,9%-a magyarnak, 1,7% németnek mondta magát (21,9% nem nyilatkozott; a kettős identitások miatt a végösszeg nagyobb lehet 100%-nál). A vallási megoszlás a következő volt: római katolikus 53,2%, református 4,4%, evangélikus 1,7%, felekezeten kívüli 6,6% (33,7% nem nyilatkozott).
2022-ben a lakosság 88,1%-a vallotta magát magyarnak, 5,6% németnek, 0,5% cigánynak, 0,2% ukránnak, 0,1-0,1% románnak, lengyelnek, görögnek, örménynek és horvátnak, 2,6% egyéb, nem hazai nemzetiségűnek (9,4% nem nyilatkozott; a kettős identitások miatt a végösszeg nagyobb lehet 100%-nál). Vallásuk szerint 43,1% volt római katolikus, 3,8% református, 1,9% evangélikus, 0,3% görög katolikus, 0,8% egyéb keresztény, 1,8% egyéb katolikus, 10,9% felekezeten kívüli (37,3% nem válaszolt).

## Nevezetességei
Szőlősgyörök legnagyobb nevezetessége a klasszicista stílusban épült Jankovics-kúria, amit 1860-ban romantikus stílusban építettek át. A kúriához 21 hektáros fagyűjtemény is tartozik. A szocializmus idejében Latinka Sándorról elnevezve gyermeknevelő intézetként működött.

## A község eseményei
- Fogathajtó verseny - július hónapban
- Mária-napi búcsú – szeptember 8.
- Szüreti felvonulás – szeptember vége-október eleje
- Koncertek a katolikus templomban – tavasszal és ősszel